# 奥布省
奥布省（法語：Aube，法語發音：[ob] ⓘ）是法國大东部大区所轄的省份，得名于奧布河。該省編號為10。